# The Parisian Tigress
The Parisian Tigress er en amerikansk stumfilm fra 1919 af Herbert Blaché.

## Medvirkende
- Viola Dana som Jeanne
- Darrell Foss som Albert Chauroy
- Henry Kolker som Henri Dutray
- Edward Connelly
- Clarissa Selwynne